# Kozłowa Góra (Pasmo Przedborsko-Małogoskie)
Kozłowa Góra, także Góra Kozłowa – drugie najwyższe naturalne wzniesienie województwa łódzkiego (336,77 m n.p.m.), położone w obrębie Pasma Przedborsko-Małogoskiego oraz Wyżyny Przedborskiej.
Leży w bliskim sąsiedztwie Fajnej Ryby, na zachód od miejscowości Mojżeszów (gmina Przedbórz, powiat radomszczański), blisko granicy z województwem świętokrzyskim. Przez szczyt przebiega szlak turystyczny i żółta ścieżka edukacyjna „Osobliwości Kozłowej Góry”, a na szczycie umiejscowiono punkt widokowy.
Kozłową Górę porasta las sosnowy, od strony północno-wschodniej części przechodzący w las liściasty. Szczyt ma kształt wąski i stanowi przedłużenie uskoku biegnącego od sąsiedniej Fajnej Ryby. Podłożej Kozłowej Góry składa się z wapieni i piaskowców. Wzniesienie znajduje się w granicach otuliny Przedborskiego Parku Krajobrazowego oraz specjalnego obszaru ochrony siedlisk Natura 2000 Ostoja Przedborska OZW PLH 260004; proponowano także utworzenie rezerwatu „Grądy Góry Kozłowej”.